# Hernando de Esturmio

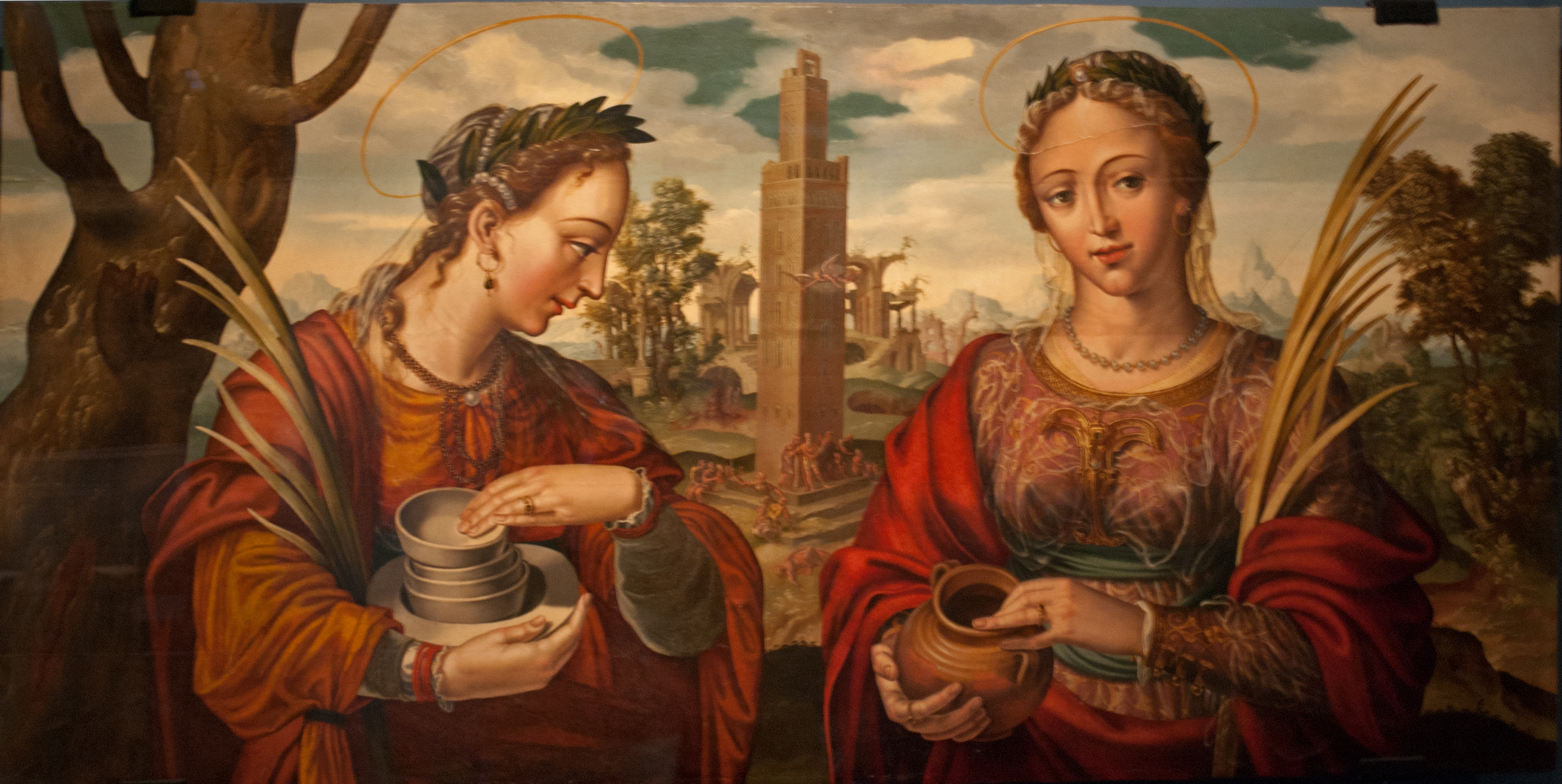
Santas Justa y Rufina. Capilla de los Evangelistas de la Catedral de Sevilla.

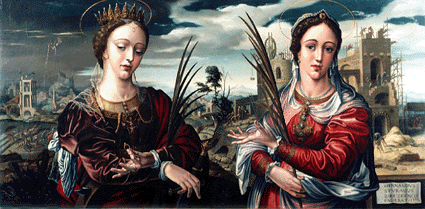
Santa Catalina y Santa Bárbara. Capilla de los Evangelistas de la Catedral de Sevilla.

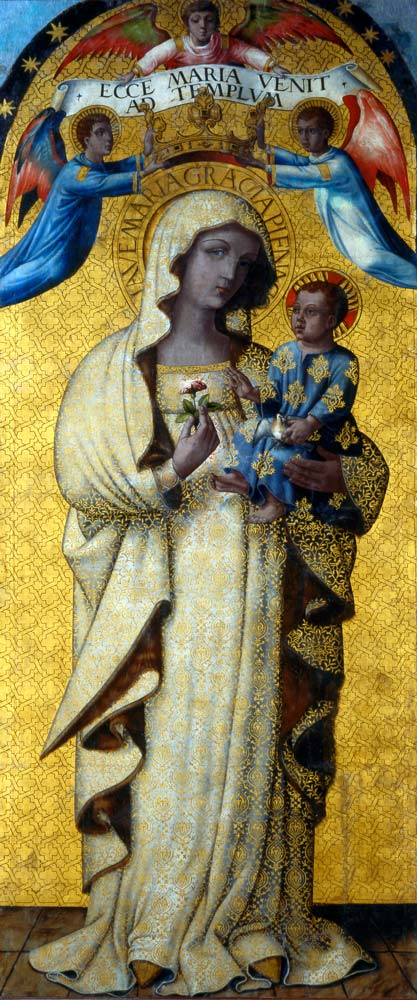
Virgen de la Antigua, 1540, Convento de Santa Clara de Medina del Campo.

Hernando de Esturmio, de nombre original Ferdinand Sturm (Zierikzee, Países Bajos de los Habsburgo, fecha desconocida-Sevilla, 1556) fue un pintor neerlandés del Renacimiento español.

## Biografía
La presencia de Esturmio en Sevilla se constata documentalmente desde el 19 de julio de 1537. Nació en Zierikzee, en la zona de Flandes que está en los Países Bajos. Su padre se llamaba Andrés. Se desconoce por completo cuando nació.
En Sevilla, se casó con Catalina Hernández. De este matrimonio nacieron dos hijos: Antonio, en 1546, y Luis, en 1550. Hernando de Esturmio vivió en la collación de San Andrés desde su llegada a la ciudad hasta 1556, cuando falleció.
Su Resurrección para la Catedral de Sevilla guarda semejanza con otra pintura de la misma temática realizada por Martin van Heemskerck para la Catedral de Linköping, por lo que algunos autores han sugerido que se formó con él. Sin embargo, la explicación de esta similitud también se podría deber a que Esturmio se inspirase en un grabado de la obra de Heemskerck o que ambos usasen un mismo modelo, derivado de un dibujo de Miguel Ángel.
El parecido de la Resurrección y los Evangelistas de Esturmio, en el mismo retablo, con la obra de Miguel Ángel ha sugerido una posible formación  del artista en Italia. El estilo romano de los Evangelistas puede deberse a la divulgación de unos grabados realizados por Agostino Veneziano basándose en unos dibujos de Giulio Romano.
Otros autores le han vinculado con Jan van Scorel, pero la realidad es que ninguna de sus obras recuerda a las de ese autor.

## Obras

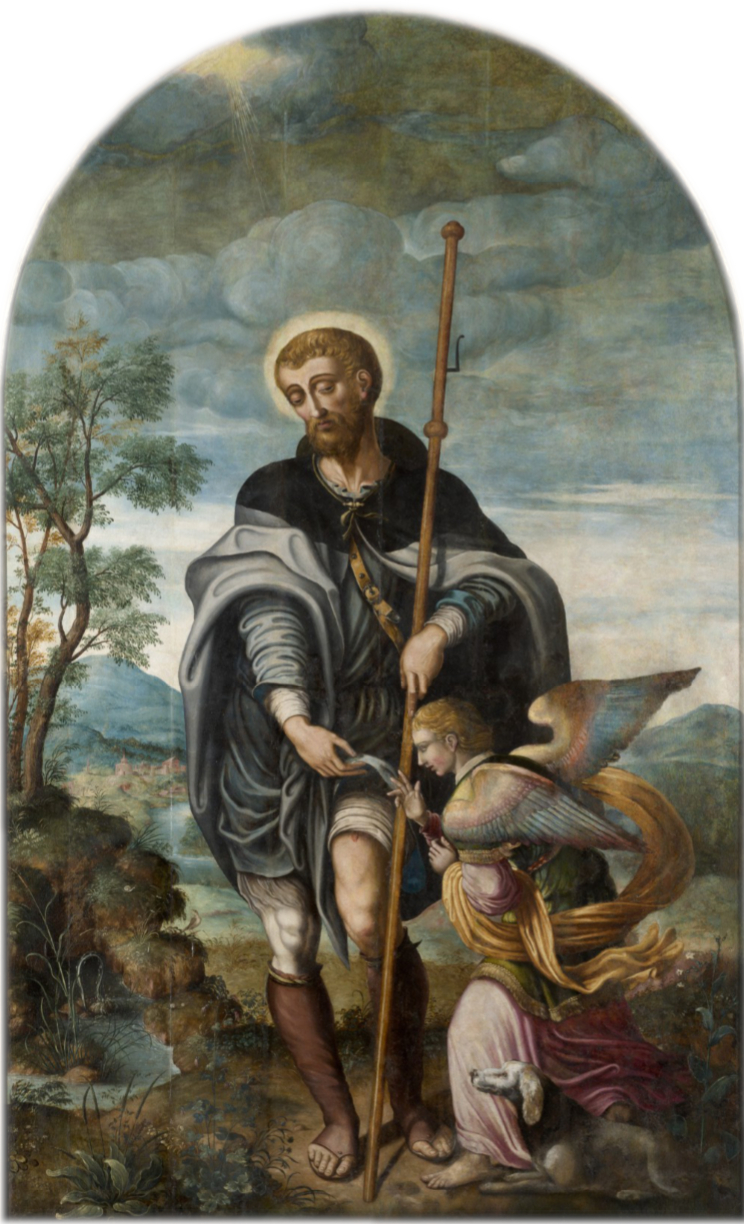
San Roque. Hacia 1550. Convento de Santa Clara. Sevilla.

Son obras conservadas, documentadas y de segura atribución las siguientes:
- 1539-1542. Pinturas del retablo de San Pedro y San Pablo. Iglesia de San Pedro. Arcos de la Frontera.
- 1540. Virgen de la Antigua. Convento de Santa Clara. Medina del Campo.[8]
- Hacia 1540. Entierro de Cristo. Instituto Nacional de Reforma y Desarrollo Agrario. Madrid.
- 1540-1545. Descendimiento. Monasterio de Santa Clara. Moguer.
- 1547. Pinturas del retablo de la Inmaculada Concepción. Iglesia de Santa María de la Asunción. Alcalá del Río.
- 1547. Anunciación. Convento de la Madre de Dios. Sanlúcar de Barrameda.[9]
- 1547-1548. Pinturas del retablo de la Concepción o del conde de Ureña. Capilla de la Universidad de Osuna.
- 1549. Pinturas del retablo de la Sagrada Estirpe. Capilla de Ánimas de la Iglesia de Nuestra Señora de la O. Sanlúcar de Barrameda.
- Hacia 1550. Virgen con el Niño. En 1963 se encontraba en venta en Madrid. Actualmente está en paradero desconocido.
- Hacia 1550. Virgen con el Niño. Colección particular. Sevilla.
- Hacia 1550. San Roque. Convento de Santa Clara. Sevilla.
- 1553-1554. Pinturas del retablo de Santa Catalina para la Iglesia de Santa Ana de Sevilla. El retablo fue desmembrado para incluir sus pinturas en otros conjuntos. Estas son: Santa Catalina, Santa Justa, San Leandro y San Isidoro, San Blas y San Benito, San Juan Bautista y San Bartolomé, San Juan Bautista y San Bartolomé, Sacrificio de Isaac, la serpiente de bronce y Abadón.
- 1555. Retablo de los Evangelistas. Capilla de los Evangelistas de la Catedral de Sevilla.
- 1555. Alegoría de la Inmaculada Concepción. Capilla del Santo Sepulcro de la Colegiata de Osuna.

También se le ha atribuido una pintura de Santa Catalina que corona el retablo de la Inmaculada de Juan Martínez Montañés en la Iglesia de Nuestra Señora de la Consolación de El Pedroso, restaurada en 2001 tras ser encontrada en lamentable estado de conservación.